# Далхајм (Рајнахесен)
Далхајм (њем. Dalheim) општина је у њемачкој савезној држави Рајна-Палатинат. Једно је од 66 општинских средишта округа Мајнц-Бинген. Према процјени из 2010. у општини је живјело 1.015 становника. Посједује регионалну шифру (AGS) 7339010.

## Географски и демографски подаци
Далхајм се налази у савезној држави Рајна-Палатинат у округу Мајнц-Бинген. Општина се налази на надморској висини од 179 метара. Површина општине износи 6,3 km². У самом мјесту је, према процјени из 2010. године, живјело 1.015 становника. Просјечна густина становништва износи 160 становника/km².

## Међународна сарадња
| Мјесто   | Држава    | Врста сарадње | Од    |
| -------- | --------- | ------------- | ----- |
| Долче    | Италија   | партнерство   | 1996. |
| Блези Ба | Француска | партнерство   | 1967. |
| Извор    |           |               |       |